# Mieszczaństwo

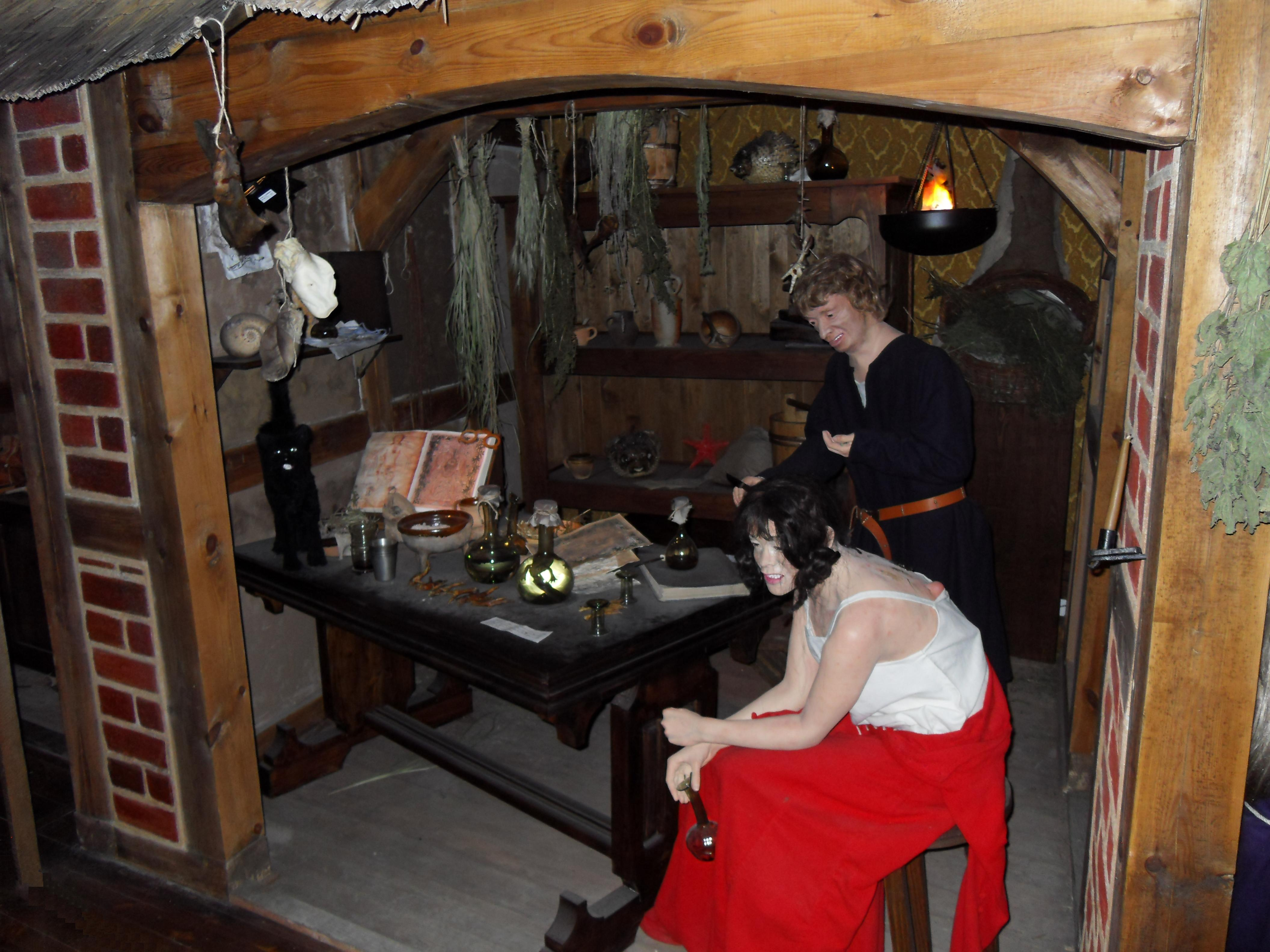
Mieszczanie w średniowieczu, inscenizacja

Mieszczaństwo – stan społeczny składający się z obywateli miast (łac. cives), czyli osób wolnych, podlegających prawu miejskiemu, uformowany w średniowieczu. Po upadku monarchii stanowej klasa społeczna, nazywana częściej burżuazją (z fr. bourgeoisie – mieszkańcy miast); rzadziej mieszczaństwem odnosi się na ogół do mieszkańców miast. Ze względu na ideologiczne pejoratywne nacechowanie pojęć „mieszczaństwo” i „burżuazja” współczesna socjologia używa chętniej i częściej określenia klasa średnia.
Stopniowo wśród mieszczaństwa kształtowała się bogata warstwa, zajmująca się bankowością i zamorskim handlem, zrzeszona w gildiach i kompaniach handlowych, z której powstaniem wiąże się początek kapitalizmu.

## Mieszczaństwo w Polsce

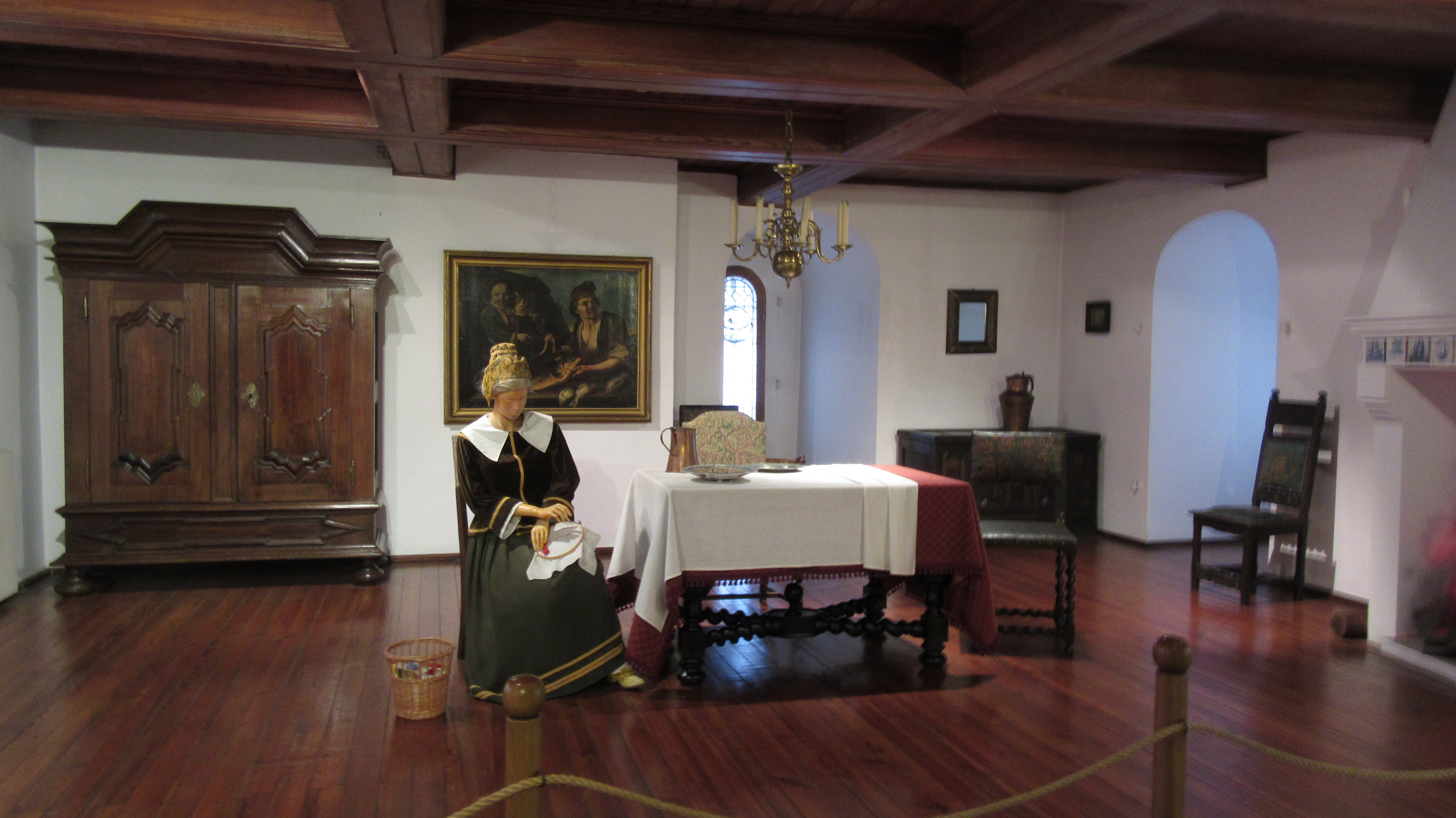
Inscenizacja wnętrza mieszczańskiego epoki nowożytnej

Stan mieszczański w Polsce uformował się w XIII wieku w związku z powstawaniem średniowiecznych miast rządzących się odrębnym prawem. Mieszczanie uzyskiwali od feudalnych władców prawa samorządowe i inne przywileje. Mieszczaninem była wyłącznie osoba posiadająca prawa miejskie (a nie każda osoba mieszkająca w mieście). By spełnić warunki przyjęcia do tego prawa, należało najpierw nabyć obywatelstwo miejskie pod określonymi prawem warunkami uregulowanymi w przepisach miejskich tzw. wilkierzach (kodeksach prawa miejskiego), ordynacjach rady miasta oraz edyktach, niekiedy bardzo surowych.
Jako warunki przyjęcia stawiano m.in. urodzenie z legalnego związku, przedstawienie władzom miejskim dwóch zamożnych miejscowych protektorów (polecających) oraz złożenie uroczystego zobowiązania do przestrzegania obowiązujących praw i dostosowania się do rozporządzeń władz miejskich.
Przepisy miejskie w zależności od tradycji nakazywały również w określonym terminie nabycie w mieście nieruchomości oraz uregulowanie stosownych opłat do kasy miejskiej.
Osoba, która uzyskała akceptację władz miejskich, składała przysięgę i była następnie wpisana do księgi przyjęć prawa miejskiego (łac. album civile).
Uzyskanie przyjęcia do prawa miejskiego dawało wiele korzyści – umożliwiało m.in. wolne prowadzenie działalności gospodarczej, dawało czynne i bierne prawo wyborcze do władz miejskich, członkostwo w bractwach kupieckich i cechach rzemieślniczych.
Od końca XVI wieku w większości miast w Polsce warunkiem uzyskania przyjęcia do prawa miejskiego było wyznawanie religii rzymskokatolickiej przez osobę starającą się o takie przyjęcie.
Mieszczaństwo zajmowało pośrednie położenie między wyższym stanem – rycerstwem i niżej położonym chłopstwem.
Składało się głównie z kupców i zrzeszonych w cechach rzemieślników. Jednocześnie podlegało silnej społecznej i majątkowej stratyfikacji na bogaty patrycjat i uboższe pospólstwo. Z mieszczaństwa najczęściej wyłączano rządzących się odrębnymi prawami i niepodlegających władzy rad miejskich Żydów, a także duchownych. Również nie był zaliczany do mieszczaństwa mieszkający w miastach, ale nieposiadający praw plebs. W Polsce ludność pochodzenia ruskiego mogła się starać o przyjęcie do prawa miejskiego dopiero po roku 1724.
Sytuacja polskich mieszczan zamieszkujących miasta prywatne w wielu przypadkach nie różniła się zbytnio od sytuacji mieszkańców prywatnych wsi. W świetle ówczesnego prawa mieszczanie byli tytułowani jako poddani pana miasta. Ich wolność i obywatelstwo miejskie ograniczały się przede wszystkim do posiadania nieruchomości gruntowej w danym mieście i podleganiu pod sądy miejskie. Owa wolność wyrażała się przez pewne przywileje jak prawo do organizowania się w cechy rzemieślnicze, gildie kupieckie, prawo targowe, wyłączność w wykonywaniu zawodu w obrębie feudalnej posiadłości itp. pod warunkiem wykonywania obowiązków względem dworu. W miastach prywatnych wielokrotnie pojawiał się obowiązek uiszczania daniny za możliwość osiedlenia się w mieście, ale także za możliwość jego opuszczenia. Panowie ziemscy bowiem, podobnie jak w przypadku ludności wiejskiej, stosowali różne ograniczenia również w stosunku do mieszczan, chcąc zatrzymać w swoim mieście rzemieślników i kupców, aby ci nie przenosili się do miast innych panów i nie pomnażali im bogactwa. Miasta polskie w pewnym stopniu niewiele różniły się od wsi. Wielu mieszczan oprócz rzemiosła trudniło się również rolnictwem. Istniało wiele miast prywatnych w których mieszczanie oprócz płacenia czynszu byli zobowiązani do szarwarku, a nawet świadczenia pańszczyzny na rzecz dworu. Rzemieślnicy miejscy mieli obowiązek składania danin w pieniądzu, a także ze swoich wytworów oraz wykonywania prac dla dworu potrzebnych, związanych z danym rzemiosłem. Praca ich, podobnie jak chłopów, dzieliła się na pracę dla siebie i pańszczyznę dla pana. Np. miejscy tkacze, oprócz wykonywania materiałów dla potrzeb własnych i lokalnego rynku, mieli obowiązek wykonywania w swoich warsztatach pewnej ilości przędzy, albo tkanin dla właściciela miasta i jego dworu. Jedna cześć wytworów rzemieślników szła na potrzeby własne i gminy miejskiej (wymianę wewnętrzną), a druga na potrzeby dworu, trzecia zaś najmniejsza, nabywana przez kupców, szła na dalszą wymianę.